# Орлув (Малопольське воєводство)
Орлув (пол. Orłów) — село в Польщі, у гміні Сломники Краківського повіту Малопольського воєводства.
Населення — 152 особи (2011).
У 1975-1998 роках село належало до Краківського воєводства.

## Демографія
Демографічна структура станом на 31 березня 2011 року:
|          | Загалом | Допрацездатний вік | Працездатний вік | Постпрацездатний вік |
| -------- | ------- | ------------------ | ---------------- | -------------------- |
| Чоловіки | 75      | 20                 | 48               | 7                    |
| Жінки    | 77      | 20                 | 41               | 16                   |
| Разом    | 152     | 40                 | 89               | 23                   |